# 德索霍
德索霍（西班牙語：Desojo）是西班牙纳瓦拉的一个市镇。总面积14平方公里，总人口126人（2001年），人口密度9人/平方公里。